# Rio Ardeiu
O Rio Ardeiu é um rio da Romênia afluente do rio Sibiel, localizado no distrito de Sibiu.